# Gewichtsgeldwirtschaft

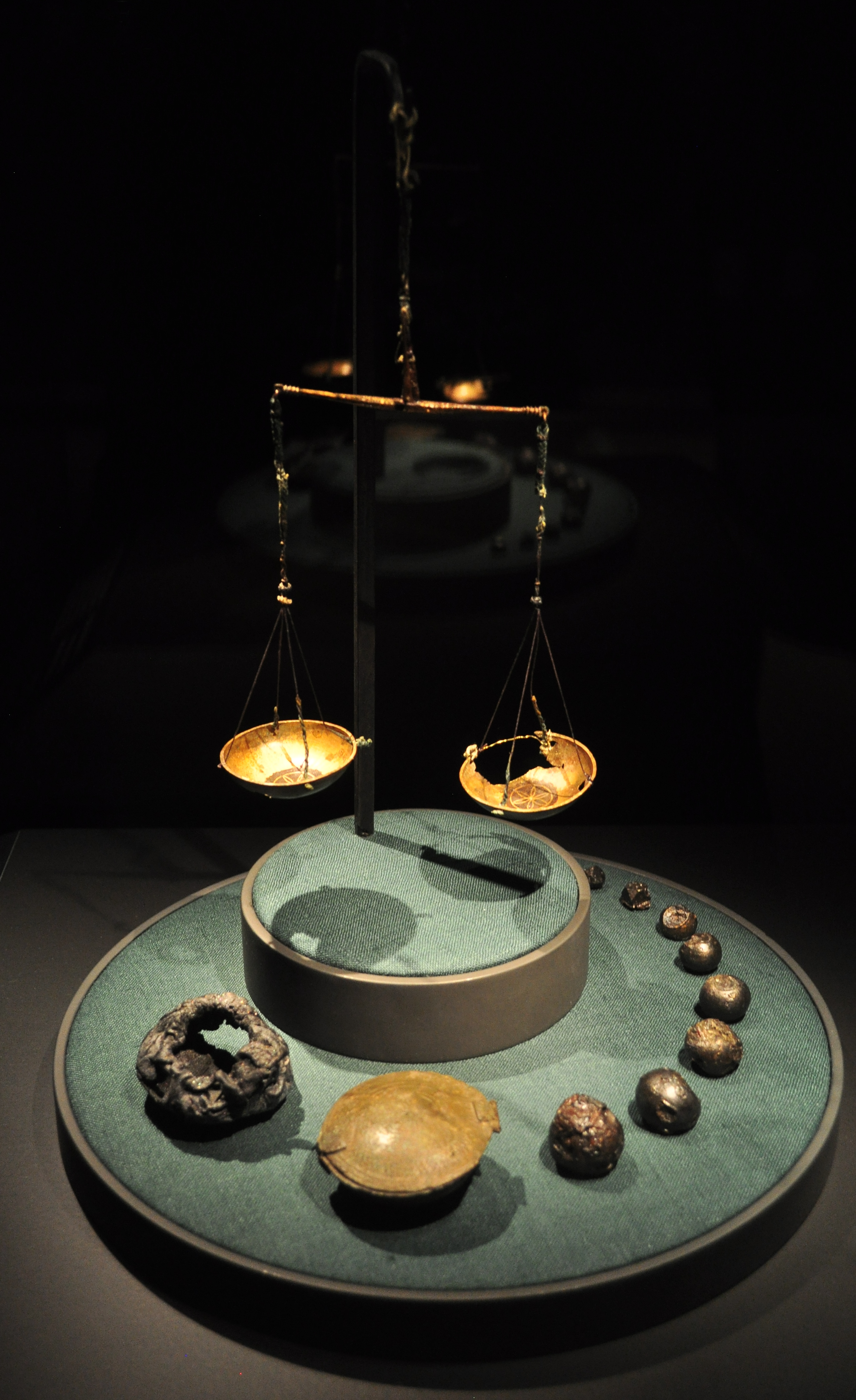
Bronze Wage mit Gewichten und Verwahrkapsel aus Bergen, Valsgärde, 11./12. Jh.

In Gewichtsgeldwirtschaften diente Metall, insbesondere Silber, in Form von (häufig nach Gewichtsbedarf zerteilten) Barren, Schmuckstücken und auswärtigen Münzen als Zahlungsmittel.
Dabei war auch bei den Münzen allein das Gewicht maßgebend. Käufer und Verkäufer bestimmten durch Doppelwägung das Silbergewicht. Im Mittelalter gab es im slawischen und skandinavischen Ostseeraum ausgeprägte Gewichtsgeldwirtschaften.
Siehe auch: Sachsenpfennig / Namen des Pfennigtyps – Gewichtsgeldwirtschaft der Wikinger